# 露木陽子
露木 陽子（つゆき ようこ、1972年7月21日 - ）は、日本の元AV女優。

## 略歴・人物
1991年にアロックスより『仔猫ふんじゃった』でAVデビュー。引退後は浅草ロック座でストリッパーとしても活躍した。
2012年、マドンナ (アダルトビデオ)より約20年ぶりにAV復帰。

## 出演作品

### アダルトビデオ
1991年
- 仔猫ふんじゃった（アロックス）監督:斉藤修
- よっちゃんモコモコだよ
- 天使のC体験（10月26日、LUNA）他出演:一の樹愛
- 悲しいほど I LOVE YOU

1992年
- 狙われた秘話
- スプラッシュパラダイス
- 獣だらけ（2月7日、VIP）
- 根元まで深く埋めて（2月21日、アリスJAPAN）
- 陽子のまんじ（3月10日、ホップビデオ）
- フィールドバック（3月21日、SONIA）
- 天使が濡れる時（3月23日、大陸書房）
- フラッシュパラダイス（4月10日、アリスJAPAN）
- ホールどアップ（4月24日、VIP）
- こねくりまわして（6月1日）
- カクも淫らな欲望（6月20日）
- 新・放射能汚染
- 食い込み白書　ブルマーな思い出（7月8日、大陸書房）
- ボディコン誘拐物語・第4夜（7月、大洋図書）
- 乙女の選択（7月17日、シネマジック）
- くノ一狩り（9月25日、シネマジック）
- SPECIAL（11月30日、笠倉出版）
- インモラル・ハート 3 真夜中の天使たち（12月18日、シネマジック）
- Tバックヒップス3
- 露木陽子スペシャル
- 野望の群れ

1993年
- 聖女学園物語　いけにえ
- ヒワイ極限
- 女教師陽子
- 愛奴露木　陽子　禁愛の蜜戯
- ナース快楽館 7 小林美和子 川村有希子 露木陽子 真木静香 小磯朋美（4月15日、ファイブスター）全5名
- 女子校時代 (5) 露木陽子 / 相川瞳 / 牧野楓（5月28日、VIP）
- 浅草ロック座の天使たち on Stage（9月21日、パックインビデオ PIV-191）※浅草ロック座の天使たち「シネマパラダイス」「熱くて妖しい女たち」「まぶしい夏－愛ランド」をアレンジして収録したもの

1994年
- 愛奴 禁愛の密戯（1月14日、笠倉出版）

1995年
- 凄絶な麻縄拷問　淫縛美肉責め（5月12日、アールエヌ）他出演:川村由美、三浦清香

1996年
- くノ一狩り~縄抜けの術・敗れた（9月25日）

1999年
- 悦縛の牝猫調教 新堂有望 / 露木陽子（MOJO）

不明
- 夢色桃香（アイソトープ）

### アダルトDVD
- AV20年史（2001年2月23日、デジタルドリーム）
- くノ一狩り（2003年7月25日、シネマジック）他出演:新堂有望、扇まや
- インモラル・ハート(1) （2003年11月28日、シネマジック）他出演:森川いづみ、川村有希子、三上るか、姫ゆり、幸あすか、菊池えり
- インモラル・ハート(2) （2003年12月19日、シネマジック）他出演:森川いづみ、姫ゆり、川村有希子、三上るか、藤岡美玖、幸あすか、菊池えり
- レイプ20年史 Deluxe 3（2004年7月9日、デジタルドリーム）他多数出演
- LEGEND GIRLS(2)（2004年10月8日、ティンカーベル）他出演:あいだもも、美穂由紀、五十嵐こずえ、森村あすか
- くの一狩り （2005年7月19日、シネマジック）
- 露木陽子HISTORY（2006年11月16日、アトラス21）
- 露木陽子Memories ヘア露出バージョン（2007年5月31日、ロデオドライブ）
- DECADE GALS 露木陽子・愛川香織（2008年9月16日、ピエロ）
- DECADE GALS 3 露木陽子、愛川香織（2008年9月26日、ピエロ）
- アクリーチェ 蘇る伝説の女優たち Vol.6（2009年7月14日、ファーストビジョン）他19名出演
- 母が、復活します。 （2012年7月25日、マドンナ）
- 兄嫁は僕のモノ （2012年9月14日、マダムス）
- 拒みきれない欲求不満母 〜息子の熱い情欲を受け入れて…〜 （2012年11月7日、マドンナ）
- 近親相姦中出しソープ 初めての熟女風俗、指名したら母ちゃんだった （2013年2月9日、VENUS）

### 写真集
- 露木陽子写真集（スコラ、1992年）ISBN 978-4796200684